# Ponte da Arrábida
Ponte da Arrábida je obloukový most v Portugalsku nedaleko města Porto. Spojuje uvedené město s obcí Vila Nova de Gaia a překonává řeku Douro. Jedná se o obloukový silniční most. Je součástí městského okruhu Porta a zároveň dálnice A1. Denně jej využije na 110 tisíc aut. Je památkově chráněný.

## Název
Most je pojmenován podle lokality Arrábida, která leží na severní straně mostu.

## Poloha a umístění
Most překonává hluboké údolí řeky Douro jako poslední po jejím toku cca 2,8 km od ústí řeky do Atlantského oceánu. Proti proudu řeky leží jako další slavný Most Ludvíka I. Orientován je severo-jižním směrem.

## Popis stavby

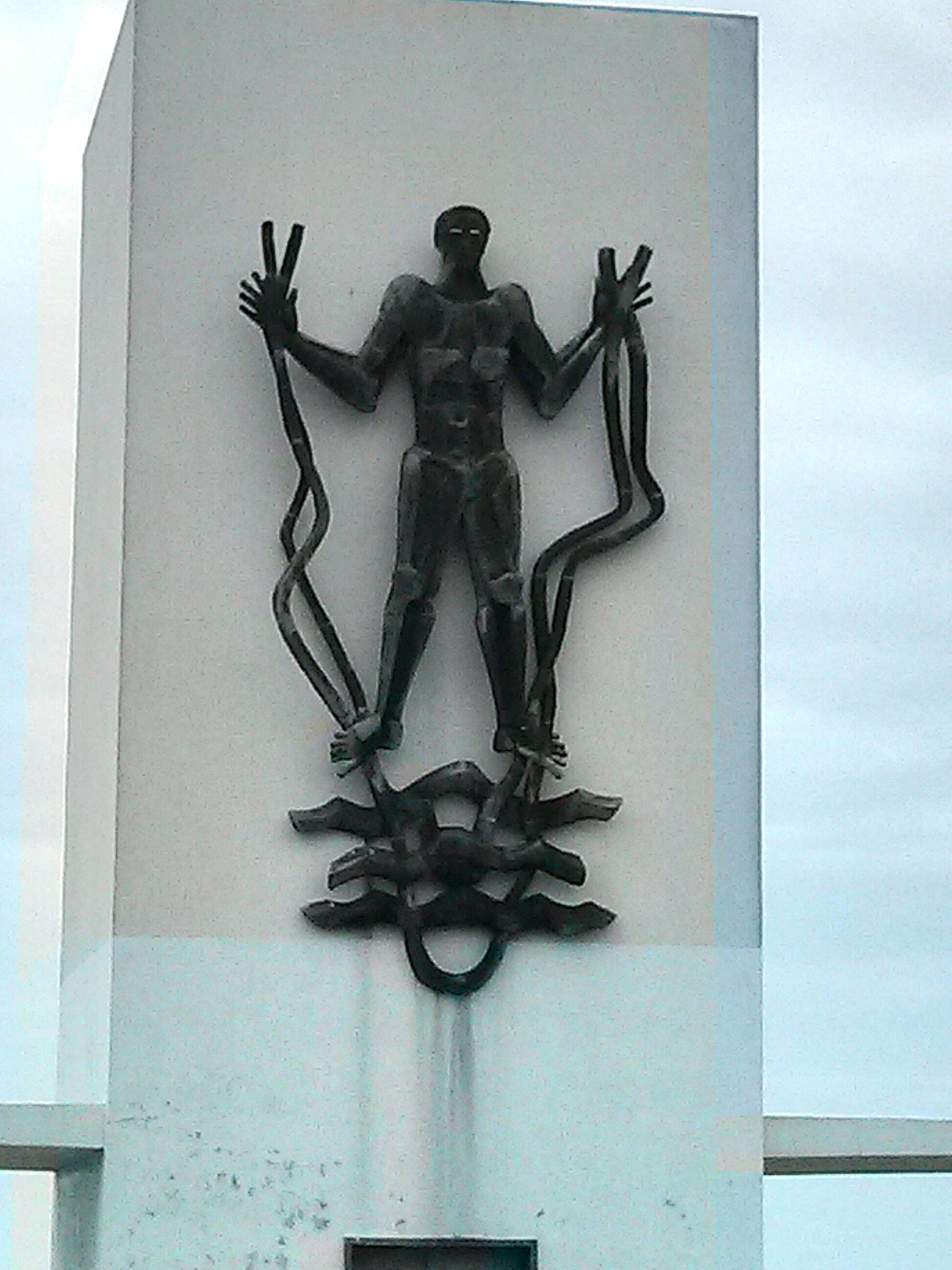
„Spoutání řeky Douro člověkem“, socha na mostě.

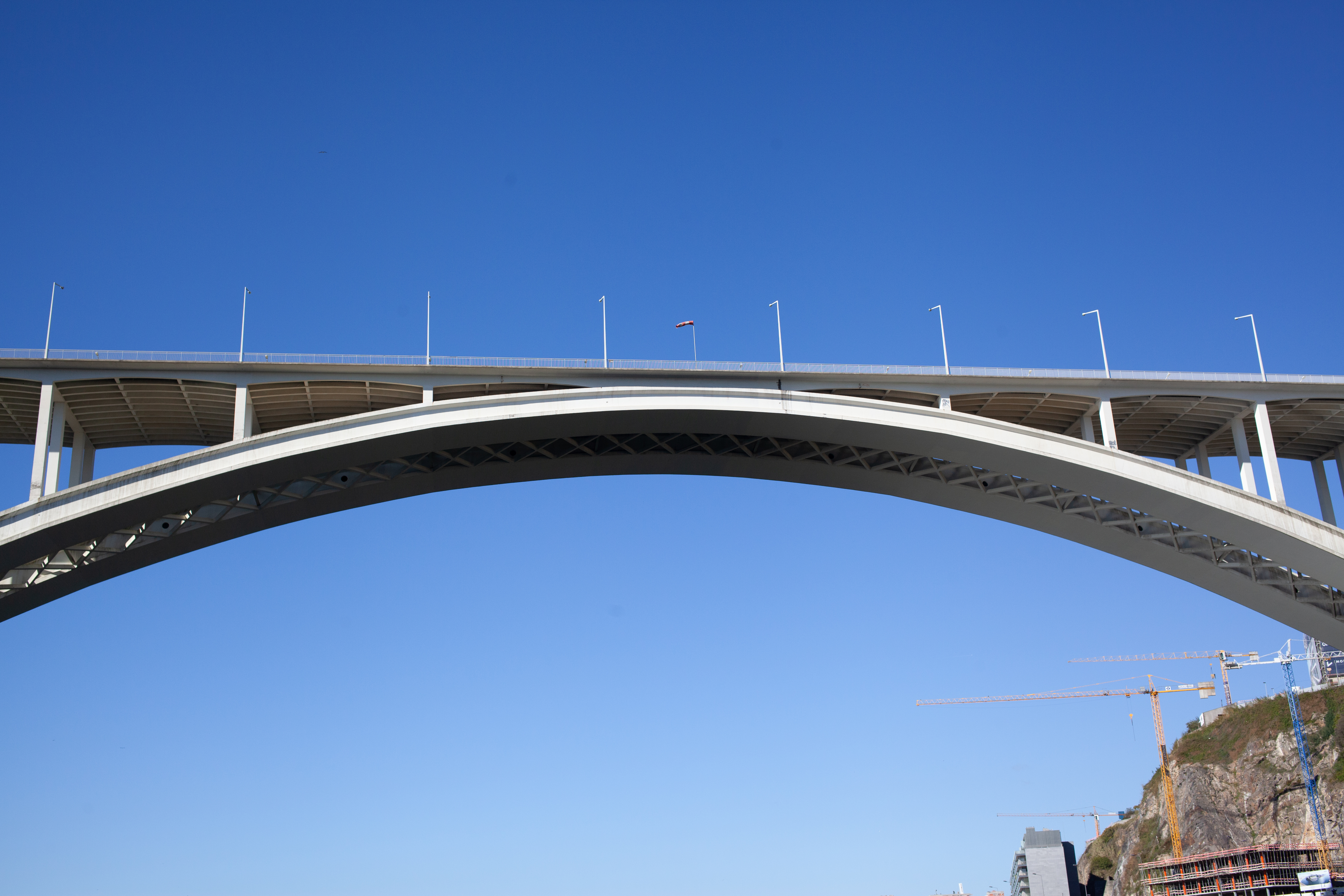
Centrální část stavby.

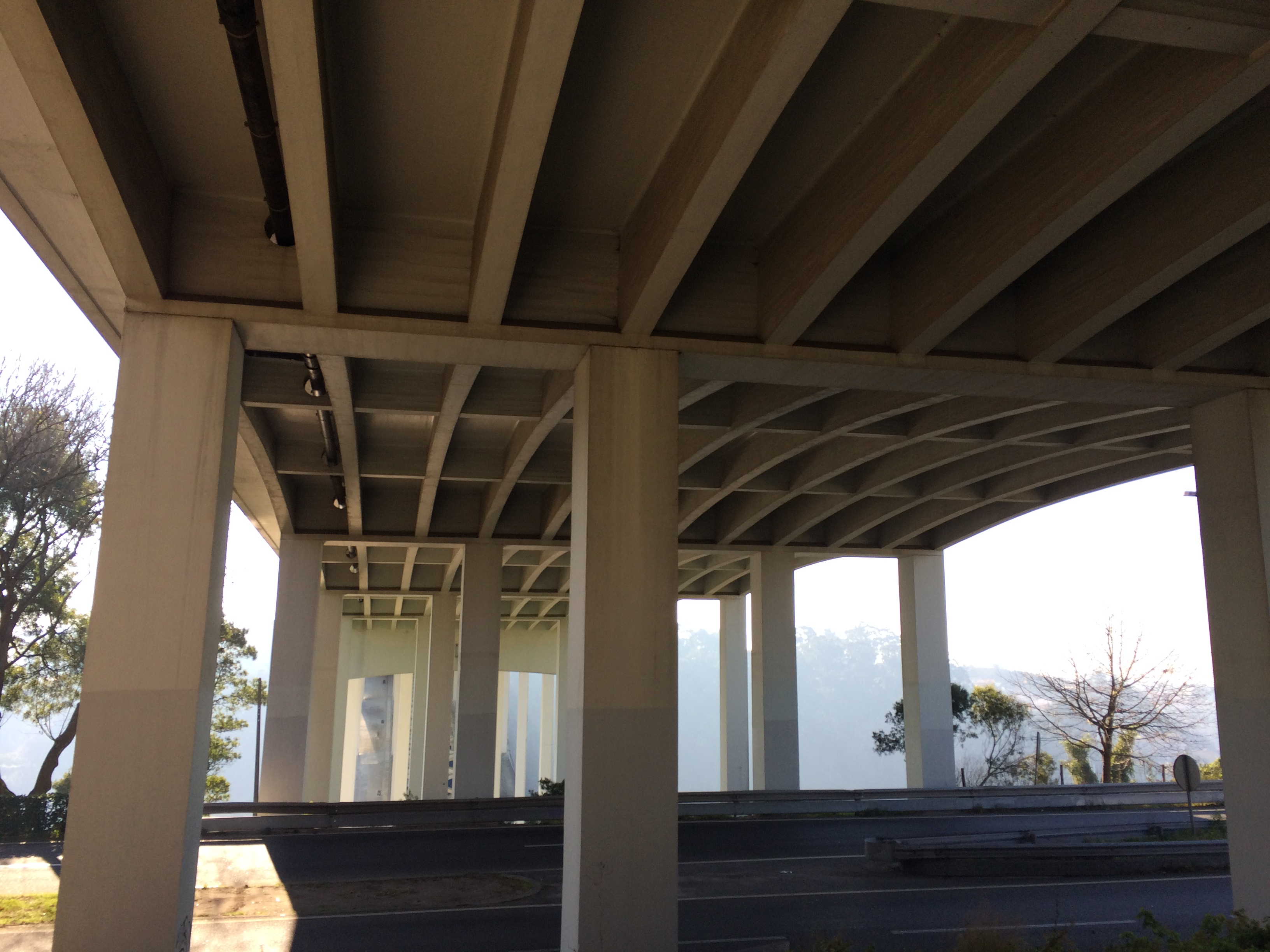
Vozovka postavená na oblouku mostu.

Obloukový most má celkovou délku 614,6 metrů a šírku 26,5 metrů. Oblouk má délku 270 metrů, výšku 52 metrů a je dutý, spojený s mostovkou nosníky 8 m širokými. Celkem má most 76 pilířů, největší jsou umístěny při základu oblouku. V nich jsou umístěny také výtahy pro pěší.
Most měl původně čtyři jízdní pruhy (2+2) a dva chodníky pro pěší a cyklisty. Režim na mostě byl upraven do současné podoby (co se týká počtu jízdních pruhů; 3+3) v 90. letech 20. století. Stalo se tak především po odstranění původního středového pásu. Taková změna uspořádání byla zkoumána a diskutována již od 70. let 20. století.
Most zdobí různé sochy např. člověka, který spoutal řeku Douro apod.

## Historie

### Projekt a výstavba
Již od 30. let 20. století existovaly plány na vznik nového přemostění řeky Douro, které by nahradilo původní mosty (Ponte de D. Maria Pia, Most Ludvíka I.). Skutečnost si vyžadovala stále intenzivnější míra motorizace země.
Portugalská státní společnost na správu silniční sítě (Junta Autónoma das Estradas) proto vypsala soutěž na vznik nového mostu. V ní v březnu 1952 nakonec zvítězil projekt, který připravila stavební společnost José Pereira Zagaly původem z Aveira. Osloven byl architekt Edgar Cardoso. Ten vypracoval pět variant, jak v náročném prostředí lze most postavit a nakonec zvítězil most obloukový. Původní předpokládané náklady měly činit 240 000 000 escudo (PTE), což by odpovídalo v cenách počátku 21. století 1,2 milionům eur.
Pro studium chování mostu ještě předtím, než byl postaven, byly vyrobeny dva modely mostu, jeden v měřítku 1:100 a druhý 1:200.
Stavební práce byly zahájeny v březnu 1957. Na stavbu betonového obloukového mostu bylo nezbytné zajistit 20 tisíc tun cementu, 58 700 m³ železobetonu, 2 250 tun oceli pro vnitřní konstrukci a 2 200 tun oceli pro nezbytná lešení. Ocelová konstrukce byla postupně posouvána; nejprve byl vybudován oblouk nejblíže proti proudu, potom druhý po proudu a nakonec sloužilo pro spojení obou.
Pro pilíře bylo nezbytné vybourat obytné domy a přemístit rodiny, které zde žily, což rozhodlo ministerstvo veřejných prací svým usnesením 42/234, ze dne 22. dubna 1959. Geologický průzkum se soustředil na skály kaňonu řeky Douro a odhalil nestabilní především jižní svah (levý břeh), kde musela být konstrukce pevněji ukotvena, než bylo původně předpokládáno.
Zátěžová zkouška byla provedena za pomoci vozidel portugalské armády, celkové zatížení bylo uskutečněno v hmotnosti 275 tun.
Edgar Cardoso ale most nevypracoval sám, uskutečnil tak v týmu, ve kterém byl společně s architektem Ignáciem Peresem Fernandesem a staviteli Josém Franciscem de Azavedem e Silvou (zodpovědný za optimalizaci konstrukce pro snížení její hmotnosti) a Josém do Canto Monizem, zodpovědným za studii mostovky. Samotnou výstavbu prováděl jako stavbyvedoucí José Pereira Zagallo.

### Provoz a obnova
Most byl dokončen v roce 1963 a ve své době měl největší oblouk, který vznikl z železobetonu, na světě. Překonal do té doby rekordní švédský most Sandöbron. Most byl také vybaven čtyřmi výtahy, čímž zlepšil dopravní obslužnost i pro chodce z údolí řeky Douro, pro které by byla stavba příliš vysoko. Výtahy byly v provozu až do 90. let 20. století.
V roce 1997 byla uskutečněna obnova stavby. Tomu předcházelo důkladné zhodnocení stavu mostu a měření prasklin v betonu stavby. Největší poškození mostu se nacházelo v místech, kde nebyl umožněn odtok vody a došlo ke korozi železné konstrukce. Beton odpadl také v místech, kde byla jeho vrstva pod již zmíněnou konstrukcí slabší.
Dne 16. února 2011 bylo zahájeno řízení o zapsání stavby do seznamu portugalských kulturních památek. Dne 18. září 2012 bylo v této věci vydáno rozhodnutí (13409/2012) a v roce následujícím se stavba skutečně stala kulturní památkou dle portugalských zákonů.
Roku 2019 bylo zaznamenáno odpadávání kusů mostu z mostu do řeky, resp. na pod ním ležící ulice. Ačkoliv se jednalo o dramatické události, podle odborníků se nejednalo o jev, který by ohrožoval stabilitu objektu. Jednalo se totiž o části nátěru z oblastí mostu, které nejsou významné z hlediska jeho strukturální pevnosti. Město Porto a stát následně rychle opravily všechny poškozené části. Vzhledem k blízkosti mořského břehu a slané vody nicméně existuje podezření, že právě toto způsobuje poměrně zásadní korozi celé stavby.
V roce 2024 bylo vypsáno výběrové řízení na obnovu pilířů mostu v hodnotě 5,5 milionů eur.

## Dopravní režim
Po mostě je provozována velmi intenzivní automobilová doprava, která má jak tranzitní, tak i lokální charakter. Severně i jižně od mostu se nachází dvě mimoúrovňové křižovatky, které umožňují jeho napojení na dopravní síť města Porta.
Pod mostem vedou při břehu řeky dvě portské ulice; Rua do Ouro ze severní strany, kterou doprovází i tramvajová trať a ze strany jižní potom Cais do Lugan.
Diskutována byla také možnost adaptace mostu pro případ využití plánovaným systémem lehkého metra, který by řeku Douro překonával právě po tomto mostě.